# مروان الشحي
كان مروان يوسف محمد رشيد لكراب الشحي (9 مايو 1978 – 11 سبتمبر 2001) هو الطيار الخاطف لرحلة الخطوط الجوية المتحدة رقم 175، حيث حطم الطائرة في البرج الجنوبي لمركز التجارة العالمي كجزء من هجمات 11 سبتمبر.
كان الشحي طالباً من الإمارات العربية المتحدة انتقل إلى ألمانيا في عام 1996 وسرعان ما أصبح صديقاً مقرباً ل‍محمد عطا وزياد جراح ورمزي بن الشيبة، ليشكلوا خلية هامبورغ. معا، أصبحوا قادة هجمات 11 سبتمبر. وفي نهاية عام 1999، زار الشحي وعطا وجراح وبن الشيبة معسكرات تدريب المقاتلين في أفغانستان والتقوا بأسامة بن لادن الذي جند الأعضاء الأربعة في خلية هامبورغ لشن هجمات في الولايات المتحدة. وقد وصل إلى الولايات المتحدة في مايو 2000، قبل شهر واحد من محمد عطا. وتدربا كلاهما في فلوريدا في مدرسة هوفمان للطيران، وحصلا على رخص الطيارين التجاريين في ديسمبر 2000 من إدارة الطيران الفيدرالية.
وقد أمضى الشحي وقته في التحضير للهجوم نفسه، مثل الاجتماع بمخططين رئيسيين في الخارج، والمساعدة في وصول الخاطفين على متن الرحلات الأخرى، والسفر على متن رحلات مراقبة لتحديد تفاصيل كيفية حدوث الاختطاف. في 9 سبتمبر 2001، سافر من فلوريدا إلى بوسطن، حيث مكث في فندق ميلنر حتى 11 سبتمبر. بعد الصعود إلى طائرة الخطوط الجوية المتحدة الرحلة 175 في مطار لوغان الدولي، انتظر الشحي و4 مختطفين آخرين 30 دقيقة في الرحلة للقيام بهجومهم، مما سمح للشحي بالسيطرة كطيار، وفي الساعة 9:03 صباحا، بعد 17 دقيقة من تحطيم محمد عطا طائرة الخطوط الجوية الأمريكية الرحلة 11 في البرج الشمالي، حطم الشحي البالغ من العمر 23 عاماً طائرة بوينغ 767 في البرج الجنوبي لمركز التجارة العالمي. كان أصغر طيار خاطف يشارك في الهجمات. وقد شوهد تأثير طائرة بوينغ 767 التي تعمل باسم يونايتد 175 في البرج الجنوبي على الهواء مباشرة على شاشة التلفزيون أثناء حدوثه. بعد 56 دقيقة، في الساعة 9:59 صباحا، انهارت ناطحة السحاب المكونة من 110 طوابق، مما أسفر عن مقتل مئات الأشخاص، بما في ذلك حوالي 900 موظف وعامل إنقاذ.

## النشأة
ولد الشحي في رأس الخيمة في 9 مايو 1978، في الإمارات العربية المتحدة، لرجل دين مسلم توفي في عام 1997. من الصعب الحصول على تفاصيل عن حياة الشحي في الإمارات العربية المتحدة، الذي وصف بأنه هادئ ومسلم مخلص. وفقا لمقالة في أكتوبر 2001 في صحيفة نيويورك تايمز، «إذا سمع سكان مسقط رأس السيد الشحي عنه من قبل، فإنهم بالتأكيد لا يخبرون الغرباء. لم تسفر أربع ساعات قضيت في المجتمع عن أي عنوان ولا أحد – رجال الشرطة ورجال الإطفاء والمشاة أو المسؤولين المحليين – الذين لم يفعلوا أي شيء أكثر من التغاضي عند ذكر اسمه.»
بعد تخرجه من المدرسة الثانوية في عام 1995، التحق الشحي في الجيش الإماراتي وحصل على نصف عام من التدريب الأساسي قبل قبوله في برنامج المنح الدراسية العسكرية الذي سمح له بمواصلة تعليمه في ألمانيا. عند وصوله إلى ألمانيا في أبريل 1996، انتقل الشحي إلى شقة شاركها مع ثلاثة طلاب آخرين للمنح الدراسية لمدة شهرين قبل أن ينضم إلى عائلة ألمانية محلية. بعد عدة أشهر، انتقل إلى شقته الخاصة. أولئك الذين عرفوه وصفوا الشحي بأنه فرد ديني وودود للغاية كان يرتدي ملابس غربية وأحيانًا يستأجر سيارات لرحلات إلى برلين وفرنسا وهولندا.
أثناء وجوده في ألمانيا، التحق الشحي بجامعة بون بعد الانتهاء من دورة ألمانية. غادر ألمانيا في يونيو 1997 للتعامل مع مشاكل المنزل على الرغم من أن الجامعة منعته. في أوائل عام 1998، انتقل الشحي إلى جامعة هامبورغ التقنية. وقد وجه الشحي، وهو طالب ضعيف، من مديري برنامج المنح الدراسية إلى تكرار فصل دراسي من دراسته في بون ابتداء من أغسطس 1998. لم يسجل الشحي في بون حتى يناير 1999 واستمر في الكفاح مع دراسته. بحلول يوليو 1999، عاد مروان إلى هامبورغ لدراسة بناء السفن.

## التطرف
بعد الانتقال إلى هامبورغ في عام 1998، ساعد الشحي في تشكيل خلية هامبورغ مع محمد عطا ورمزي بن الشيبة. هناك، أصبحت وجهات نظره أكثر فأكثر جذرية. التقوا ثلاث أو أربع مرات في الأسبوع لمناقشة المشاعر المعادية لأمريكا ورسم هجمات محتملة. عندما سأل أحدهم لماذا لم يضحك هو وعطا أبداً، رد الشحي: «كيف يمكنك أن تضحك عندما يموت الناس في فلسطين؟»
في أكتوبر 1999، تم تصوير مروان الشحي في حفل زفاف سعيد بحجي في ألمانيا مع مختطفين آخرين في 11 سبتمبر بما في ذلك زياد جراح. في أواخر عام 1999، قرر الشحي وعطا وجراح وبحجي وبن الشيبة السفر إلى الشيشان لمحاربة الروس، لكن خالد المصري ومحمدو ولد سلاصي أقنعوهم في اللحظة الأخيرة بتغيير خططهم. وبدلاً من ذلك سافروا إلى أفغانستان للقاء أسامة بن لادن وتدربوا على الهجمات الإرهابية. بعد ذلك مباشرة، أبلغ عطا والشحي وجرح عن سرقة جوازات سفرهم، ربما لمحو تأشيرات السفر إلى أفغانستان. بعد تدريبهم، بدأ الخاطفون في محاولة لإخفاء تطرفهم. حلق الشحي لحيته وبدا لأصدقائه القدامى وكأنه أصبح أقل دينية.
بعد الهجمات، ذكر أمين مكتبة في هامبورغ أن الشحي يتباهى أمامها بأنه «سيكون هناك الآلاف من القتلى. سوف تفكر بي … سترى، في أمريكا سيحدث شيء ما. سيكون هناك الكثير من الناس قتلى». عاد الشحي إلى ألمانيا في مارس 2000، وبدأ في تعلم الطيران بالطائرات. اشترى عمر البلوشي، أحد أهم المنظمين الماليين لـ11 سبتمبر، برنامج محاكاة طيران بوينغ 747 باستخدام بطاقة ائتمان الشحي. وأخيرا، قرروا أن مدارس الطيران الألمانية لن تنفع بالنسبة لهم، وقرروا التدريب في الولايات المتحدة.

## في الولايات المتحدة

### التعليم على الطيران والتحضير
كان الشحي الأول من مجموعة هامبورغ الذي يغادر إلى الولايات المتحدة. وصل إلى نيوآرك، نيو جيرسي في 29 مايو 2000. انضم إليه عطا في الشهر التالي، وبدأ الاثنان في البحث عن مدارس الطيران. تظاهر الشحي كحارس شخصي لعطا، الذي كان يتظاهر أيضا بأنه «عضو في العائلة المالكة السعودية» بينما أخذ الاثنان دروسا في الطيران في البندقية، فلوريدا. قاموا بتسجيل مئات الساعات على جهاز محاكاة طائرة بوينغ 727. حصلوا على تراخيصهم بحلول ديسمبر 2000. دفعت نفقاتهم من قبل علي عبد العزيز علي. في 26 أو 27 ديسمبر 2000، تخلى عطا ومروان عن طائرة بايبر شيروكي التي توقفت على مدرج مطار ميامي الدولي. في 29 ديسمبر، ذهب عطا ومروان إلى مطار أوبا لوكا ومارسوا على جهاز محاكاة بوينغ 727. بدأ الشحي في القيام برحلات «مراقبة» في صيف عام 2001، ومشاهدة عمليات طواقم الطيران والقيام بالتحضيرات النهائية.

### السفر في أوائل عام 2001
قام زياد جراح، عطا، والشحي بعد أن أحرز تقدما في تدريبهم، جميعا برحلات إلى الخارج خلال عطلات 2000–2001. عندما عاد عطا إلى فلوريدا، غادر الشحي إلى المغرب، وسافر إلى الدار البيضاء في منتصف يناير 2001. أبلغت عائلة الشحي، التي تشعر بالقلق لعدم سماع شيء عنه، اختفائه للحكومة الإماراتية. واتصلت السفارة الإماراتية بدورها بشرطة هامبورغ وحاول ممثل الإمارات العربية المتحدة العثور عليه في ألمانيا، حيث زار المساجد والعنوان الأخير للشحي في هامبورغ. بعد أن علم أن عائلته كانت تبحث عنه، اتصل بهم الشحي في 20 يناير وقال إنه كان يعيش ويدرس في هامبورغ. ثم أخبرت حكومة الإمارات شرطة هامبورغ أنها يمكن أن توقف البحث.
واجه كل من عطا والشحي بعض الصعوبة في إعادة دخول الولايات المتحدة، في 10 يناير و19 يناير، على التوالي. وبما أن أياً منهما لم يقدم تأشيرة طالب، كان على كليهما إقناع مفتشي دائرة الهجرة والتجنس بأنه ينبغي قبولهم حتى يتمكنوا من مواصلة تدريبهم على الطيران. لم يكن لدى أي من الضباط مشكلة في إجازة الجمارك. بعد عودتهم إلى فلوريدا من رحلاتهم، زار عطا والشحي جورجيا، وبقيا لفترة وجيزة في نوركروس وديكاتور، واستئجارا طائرة ذات محرك واحد للطيران مع مدرب في لورانسفيل. بحلول 19 فبراير، كان عطا والشحي في فرجينيا. وكانوا قد استأجروا صندوق بريد في فرجينيا بيتش، وصرفوا شيكًا، ثم عادوا على الفور إلى جورجيا، وبقيوا في ستون ماونتن. في منتصف مارس، كان زياد جراح في جورجيا أيضًا، حيث أقام في ديكاتور. في نهاية الشهر، غادر جراح الولايات المتحدة مرة أخرى وزار صديقته آيسل شنغون في ألمانيا لمدة أسبوعين. في أوائل أبريل، عاد عطا والشحي إلى فرجينيا بيتش وأغلقا صندوق البريد الذي افتتحوه في فبراير.
عاد عطا والشحي إلى فرجينيا بيتش من رحلاتهما في جورجيا، وشقا طريقهما إلى مسجد دار الهجرة الكبير، في وقت ما في أوائل أبريل. وانضم إليهما هناك الخاطفون في 11 سبتمبر نواف الحازمي وهاني حنجور الذين خرجوا من سان دييغو وأريزونا بعد أن عاشوا أو زاروا منزل عبد الستار الشيخ، حيث بقي خالد المحضار أيضاً. في يناير، استأجر المسجد مؤخراً نفس الإمام أنور العولقي الذي قضى معه الحازمي بعض الوقت في مسجد الرباط في سان دييغو. تذكر الحازمي من سان دييغو لكنه نفى الاتصال مع الحازمي أو حنجور في فرجينيا. عاد عطا والشحي إلى فلوريدا وانتقلوا إلى شقة في كورال سبرينغز. بقي عطا في فلوريدا، في انتظار وصول أول الخاطفين العضليين. من ناحية أخرى، اشترى الشحي تذكرة إلى القاهرة وطار إلى هناك من ميامي في 18 أبريل. التقى الشحي مع والد عطا، الذي ذكر في مقابلة ما بعد 11 سبتمبر أن الشحي أراد الحصول على رخصة القيادة الدولية لعطا وبعض المال.
عاد الشحي إلى ميامي في 2 مايو. في ذلك اليوم، كان عطا وجاراح معا، على بعد حوالي 30 ميلاً إلى الشمال، حيث زارا مكتب قسم السيارات في لودرديل ليكس بولاية فلوريدا، للحصول على تراخيص قيادة فلوريدا. في منتصف يوليو 2001، اجتمع بعض الخاطفين وأعضاء خلية هامبورغ بالقرب من سالو، إسبانيا، لمدة بضعة أيام حتى أسبوعين. وبما أن سجلات الفنادق شحيحة في بعض من ذلك الوقت، يُعتقد أنهم ربما أمضوا وقتًا طويلاً في المنازل الآمنة المتعلقة بزعيم القاعدة في إسبانيا، عماد يركس وحولها. بعد 11 سبتمبر، اتبع المحققون الإسبان المسارات إلى الوراء، وتم تأريخ الأحداث التي كشفوا عنها في صحيفة إل باييس الإسبانية على مستوى البلاد. أخبر شهود المحققين الإسبان بأنهم رأوا رجلاً يشبه الشحي في 17 يوليو 2001 في حديقة استوديوهات بورت أفينتورا العالمية الترفيهية بجوار سالو، إسبانيا. استفسر الزائر، الذي كان برفقة رجلين، عن جولات في عداد خدمة العملاء. وأشار شهود إلى أن هؤلاء الصحابة يشبهون زياد جراح، الطيار اللاحق في رحلة الخطوط الجوية المتحدة رقم 93، وسعيد بحجي، وهو عضو ألماني مغربي يبلغ من العمر 26 عامًا في خلية القاعدة في هامبورغ. بالعودة إلى ألمانيا، كان حفل زفاف بحجي عام 1999 الذي تم خلاله تصوير الشحي. وأشار شهود آخرون في مكان آخر إلى بحجي من الصور، كواحد من الرجال الذين رأوهم في إسبانيا. لكن بحجي كان يشبه عطا، الذي تم تتبعه إلى المناطق نفسها في إسبانيا عن طريق سجلات الفنادق والسفر.

### أغسطس 2001
في 23 أغسطس، ورد أن الموساد الإسرائيلي أعطى اسم الشحي إلى وكالة المخابرات المركزية كجزء من قائمة تضم 19 اسما قالوا إنهم يخططون لهجوم في المستقبل القريب. فقط أربعة من الأسماء معروفة على وجه اليقين، بما في ذلك الشحي. نواف الحزامي، محمد عطا، وخالد المحظار.

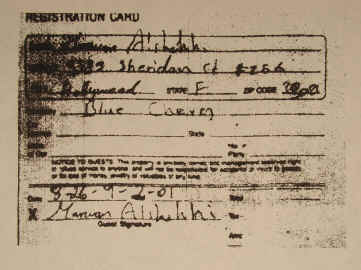
تسجيل الشحي في النزل

في 26 أغسطس، وقع مروان في نزل بانثر في ديرفيلد بيتش بولاية فلوريدا، حيث دفع 500 دولار، قائلاً إنه يريد البقاء حتى 2 سبتمبر وأن عنوانه الدائم كان Mailboxes Etc. وأشار قيد سجله إلى أنه كان يقود سيارة شفروليه ماليبو زرقاء، من المفترض أن تكون تلك التي استأجرها عطا قبل أسبوعين، وقال المدير ريتشارد سورما إنه كسر القواعد للسماح لمروان بأن يكون لديه رجل آخر كضيف ليلي. في 28 أغسطس، ذهب مروان إلى مطار ميامي الدولي، برفقة رجل مجهول، حيث اشترى تذكرته للرحلة 175. وفي 9 سبتمبر، وجد مدير النزل، الذي قام بتنظيف الغرفة التي أخلاها الشحي، حقيبة تحتوي على قاموس ألماني/إنجليزي، ومنقلة، وكتيبات طيران وقوائم مطار محلية. موظف آخر في وقت لاحق ذكر العثور على قاطع عُلب.
وفقا لأمين المكتبة كاثلين هينسمن، استخدم وائل الشهري ووليد الشهري الوصول إلى الإنترنت في مكتبة ديلراي بيتش العامة في أغسطس 2001، حيث ربما كانوا ينظرون إلى معلومات حول التبخير الزراعي. وبحسب ما ورد غادروا المكتبة مع رجل ثالث شرق أوسطي، يعتقد أنه مروان الشحي، التي ادعت هينسمن أنه طلب منها اسم مطعم محلي. ادعى الموظفون في حانة شاكام للمحار وشواء المأكولات البحرية في هوليوود بولاية فلوريدا أنهم اعترفوا بكل من عطا ومروان كشخصين كانا في المطعم في 7 أو 8 سبتمبر. في حين أن هناك قصصًا مختلفة عن أنشطة عطا، تشير جميع المصادر إلى أن الشحي شرب الروم مع الكوكا أثناء التحدث إلى الآخرين. في 9 سبتمبر، طاروا إلى بوسطن. في اليوم التالي، تقاسم الشحي وثلاثة من الخاطفين الآخرين، فايز بني حماد، مهند الشهري، وسطام السقامي، غرفة في فندق ميلنر في بوسطن.

## الهجمات

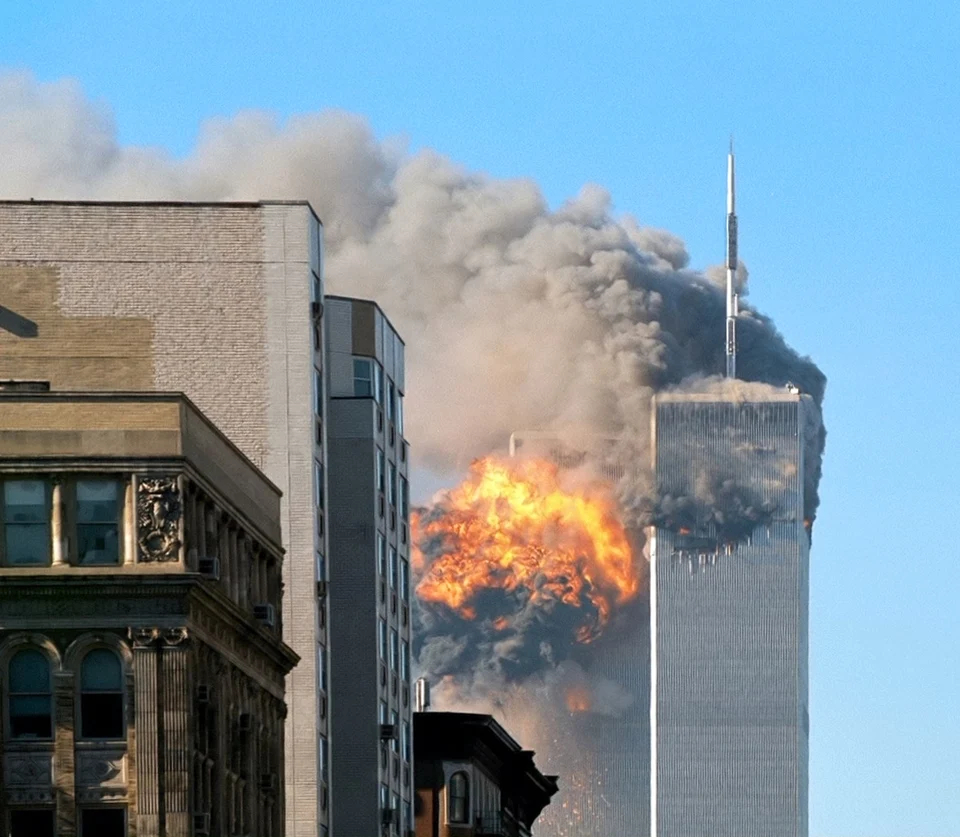
تحطم الرحلة 175 في البرج الجنوبي، الساعة 9:03 صباحًا.

وفقا لتقرير لجنة 11 سبتمبر، أجرى الشحي مكالمة مدتها 3 دقائق إلى محمد عطا (6:52–6:55 صباحا) في 11 سبتمبر من داخل مطار لوغان الدولي حيث كان من المقرر أن يطير كل من الأمريكية 11 والمتحدة 175 من بوسطن لوغان إلى مطار لوس أنجلوس الدولي. صعد الشحي المتحدة 175 في الساعة 7:27 صباحاً. حوالي 30 دقيقة في الرحلة، بين الساعة 8:42 و8:46 صباحا، تم اختطاف الطائرة. خلال الرحلة، تجنبت الطائرة بفارق ضئيل اصطدامًا في الجو مع طائرة أخرى، طائرة خطوط دلتا الجوية الرحلة 2315. تم إجراء عدة مكالمات من الطائرة إلى الأقارب، حيث علم الركاب بمصير الأمريكان 11.
ارتطمت الطائرة بالبرج الجنوبي لمركز التجارة العالمي في الساعة 9:03:02 صباحاً. تحطمت الطائرة بسرعة تصل إلى 590 ميل في الساعة (950 كم/ساعة) بينما كانت تحمل حوالي 10,000 غالون (37,850 لتر) من الوقود النفاث. وشوهدت على الهواء مباشرة على شاشة التلفزيون في جميع أنحاء العالم حيث تحطمت في البرج الجنوبي، حيث تم تصويرها من مواقع مؤاتية متعددة. طار الشحي بالطائرة أسرع وأوطأ إلى البرج مما فعل عطا، في النصف الشرقي من الواجهة الجنوبية للبرج الجنوبي بالقرب من الزاوية الجنوبية الشرقية، مما أدى إلى انهيار البرج الجنوبي قبل البرج الشمالي، الذي كان أول من ضرب.